# بوب أندرسون (لاعب كرة قدم أمريكية)
بوب أندرسون (بالإنجليزية: Bob Anderson)‏ هو لاعب كرة قدم أمريكية أمريكي، ولد في 31 مارس 1938 في إليزابيث في الولايات المتحدة.

## وصلات خارجية
- بوب أندرسون على موقع مرجع كرة القدم المحترفة.كوم (الإنجليزية)